# 遠山友禄
遠山 友禄（とおやま ともよし)は、美濃苗木藩の第12代（最後）の藩主。

## 略歴
文政2年9月2日（1819年10月20日）に苗木城で生まれた。
三男であったが、2人の兄が早世したため、文政11年（1828年）に世子となった。
天保6年（1835年)、刑部少輔に叙せられて、友祥と称した。
天保8年（1837年）、豊前守と称した。
天保9年（1838年）11月21日、父の遠山友寿が没した。
天保10年（1839年）2月5日、家督を嗣いで苗木藩主となって美濃守に改め、幸橋門番、駿府加番を歴任した。
先代の天保3年(1832年)から、藩財政の困窮によって、家中借上げ期間は延長を重ねていたが、
天保13年（1842年）からは、苗木城と江戸藩邸の両方の藩士全員の給与借上げという非常手段を断行するに至った。
嘉永3年（1850年）、倹約取締令で人減らしを行い、小者を整理し、家中の役職を大幅に配置転換して勤務兼帯をはかり、超過勤務を勧めることなどを規定した。
安政7年(1860年)1月、奏者番に任じられ、同年6月、信濃守に改めた。
文久元年（1861年）7月15日に若年寄となり、芝将監橋の上屋敷を差上し、辰ノ口の遠藤屋敷を拝領した。
文久2年（1862年）また美濃守に改め、8月21日に発生した生麦事件の際、英国代理公使のジョン・ニールに幕府の代表として陳謝に向かった。8月25日には若年寄の御役御免となり、11月に苗木城へ帰城した。
文久3年（1863年）4月に辰ノ口屋敷御用につき、常盤橋門内屋敷を拝領した。5月には大坂警衛となった。6月に常盤橋屋敷御用に付、愛宕に下屋敷を拝領した。
元治元年（1864年）、信濃守に改め、10月には2度目の若年寄に就任した。
慶応元年（1865年）1月、日比谷御門屋敷へ移り。4月には大坂へ移り、6月には14代将軍の徳川家茂に随伴し第2次長州征伐に参加した。
慶応2年（1866年）に徳川家茂が大坂城で急死すると、遺体を奉じて海路で江戸へ護送し、その葬儀にも関わった。
慶応3年（1867年）6月13日、若年寄を御免となり、友祥から友禄に改名し、再び美濃守と称した。愛宕下屋敷に移り、日比谷御門固めとして江戸詰を続けた。10月14日、徳川慶喜が大政奉還し、12月9日に明治天皇より王政復古の大号令が出された。
慶応4年（1868年）1月3日、鳥羽・伏見の戦いが勃発して幕府の兵が敗れ、徳川慶喜は恭順の意を示し、諸侯は続々と京都へ上洛して来た。
友禄は、江戸藩邸に来た苗木藩の家中の者から説得を受けて幕府へ帰国願を出し、即日受理され2月9日苗木城へ戻り、2月21日に美江寺本陣にて東山道鎮撫岩倉具視へ勤王の旨を申し上げた。4月23日、京都へ出発し、4月28日に京都の妙順寺へ到着し、4月29日に朝廷から信濃への出兵を命じられた。
苗木藩は官軍に参加し尾張藩主の徳川慶勝に従って信濃善光寺へ出兵し越後の幕府軍に備えた。後に甲斐へ移り甲府城を守備し、その後他藩と交替して苗木城へ帰った。
7月29日、藩政刷新に布告論文を発し、8月22日、諸士の階級と役高を定めた。
明治2年（1869年）2月、職制改革を断行して、執政・副執政・参政を置き、版籍奉還を請願した。
3月、飛騨で梅村騒動が発生した際には説得役と藩兵を派遣して鎮撫し、米百俵を施して窮民を救った。4月12日に苗木領へ逃げて来た梅村速水を保護して、4月24日に京都へ護送した。
6月16日、京都へ出発し、6月23日、版籍奉還により知藩事となった。10月7日、職制を改革し、苗木藩に大小の参事を置いた。
7月、当時大和国芝村藩主であった織田長易の四男の源三郎（後の遠山友悌）を養子に迎えた。
明治維新を迎えた苗木藩では、王政復古と神道の確立を目指した平田国学思想の影響を受けながら、 新政府の方針に基づき、版籍奉還・職制改革・家禄奉還などの改革が行われた。 ここで重要な役割を担ったのは、青山景通(稲吉)・青山直通父子であった。
友禄は、国学者の景通を重んじて、 景通の長男の直通を藩職の最高位である大参事に抜擢して、平田国学思想を苗木藩の政治に取り入れた。
大参事の青山直通を用いて藩政改革を行なったが、藩士卒全員を帰農、家禄奉還させ家禄支給を削減し、さらには帰農法に基づいて旧士族に政府から支給される扶持米を大参事以下40名が3年間返上させることなど、旧藩士にとって過酷な内容だったため後年藩内で大騒動が起こる原因となった。
明治3年（1870年）には、友禄は臨済宗から神道に宗旨替えを行い平田国学に入門した。 苗木藩の重臣や有力な村人も次々に入門し、藩の政治と諸改革は、これら国学者により運営され、断行された。
同年の8月から11月にかけて、苗木藩の廃仏毀釈を断行し、遠山家菩提寺の雲林寺を含む藩内全域の仏教寺院を取壊して神道のみとした。
同年10月に、知藩事となっていた友禄は、廃仏毀釈の状況を視察するために領内を廻村し、加茂郡塩見村の庄屋宅へ宿泊した。塩見村には寺院が無かったため、村民は近隣の尾張藩領の久田見村の法誓寺の檀家となっていた。
その夜、後見役の柘植謙八郎を召し出して、仏壇を所持していることを詰問し、組頭の市蔵の倅の為八にも命じて、翌日の朝、庄屋の庭前に両家の仏壇を持参させ、仏像を土足に掛けたうえで焼き捨てた。市蔵の妻は狂乱して如来と共に焼け死ぬと騒いだが、知藩事に恐れありとして抱き止めらた。友禄は、その月中に仏壇を処分しない者は役人を差し向けて焼き払う旨を沙汰して引き上げた。
明治4年（1871年）友禄は家禄の全額を窮民救済と藩の経費とすることにより、明治維新の当初14万3千両、藩札1万5900両あった藩の借金は5万2600両、藩札5千両までに縮小した。
同年廃藩置県により苗木藩は苗木県となり、数か月後に岐阜県に吸収され消滅した。政府の指示により華族(子爵)として東京の邸宅へ移住した。
明治7年（1875年）6月、隠居し、養子の友悌に家督を譲った。
晩年は旧藩士の救済などに尽力した。
明治28年（1894年）4月4日、東京にて没した。享年76歳。葬儀は神葬によって行われた。墓所は岐阜県中津川市苗木の苗木遠山家廟所。